# Acta Historica Universitatis Silesianae Opaviensis
„Acta Historica Universitatis Silesianae Opaviensis” – czeskie recenzowane czasopismo naukowe, poświęcone historii, wydawane od 2008. Od 2010 tytuł jest obecny na czeskiej liście „nieimpaktowych” recenzowanych czasopism naukowych.
Wydawcą jest Uniwersytet Śląski w Opawie. Redaktorem naczelnym czasopisma jest Doc. PhDr. Jiří Knapík, Ph.D.